# Wallenia apiculata
Wallenia apiculata är en viveväxtart som beskrevs av Ignatz Urban. Wallenia apiculata ingår i släktet Wallenia och familjen viveväxter. Inga underarter finns listade i Catalogue of Life.